# Lloc d'importància comunitària
Els llocs d'importància comunitària (LIC) són els ecosistemes protegits a fi de contribuir a garantir la biodiversitat mitjançant la conservació dels hàbitats naturals i de la fauna i flora silvestres en el territori considerades prioritàries per la Directiva 92/43/CEE dels estats membres de la Unió Europea. Aquests llocs, seleccionats pels diferents països en funció d'un estudi científic, passaran a formar part de les zones d'especial conservació, que s'integraran en la Xarxa Natura 2000 europea.